# Дохід на душу населення

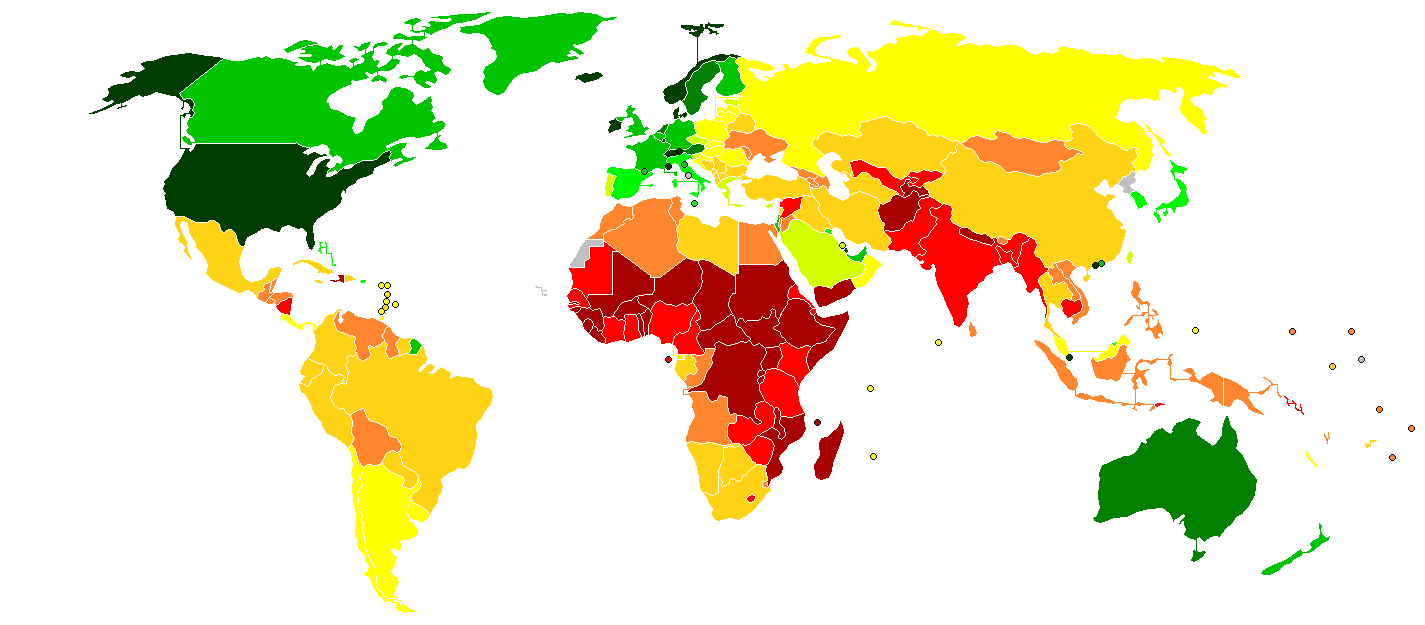
2018

Дохід на душу населення — показник економічного добробуту країни, що вимірює середньостатистичний дохід, одержуваний окремо взятою особою в країні за рік. Обчислюється з національного доходу, поділеного на чисельність населення. Як показник, дохід на душу населення принципово відрізняється від валового внутрішнього продукту і валового національного продукту на душу населення.
Для міжнаціональних порівнянь дохід на душу населення перераховується в єдину валюту, найчастіше долар США.
У 2017 році дохід на душу населення України (становив трохи більше 2 тис. доларів) був найменшим серед європейських країн. За думкою аналітиків у 2018 році цей показник не зміниться.

## Слабкі сторони
Критики стверджують, що дохід на душу населення має кілька недоліків у вимірі добробуту країни. Ось деякі з них.
- Порівняння доходу на душу населення потребують врахування інфляції. Без коригування інфляційних цифр, як правило, перебільшуються наслідки економічного зростання.
- Дохід на душу населення — середнє значення, тому не відображає розподіл доходів між різними класами.
- Негрошова діяльність, така як бартер або послуги, що надаються в сім'ї, зазвичай не враховуються. До того ж, він не враховується вже наявні накопичення та капітал сім'ї.